# 1360 en santé et médecine
| Années de la santé et de la médecine : 1357 - 1358 - 1359 - 1360 - 1361 - 1362 - 1363    |
| Décennies de la santé et de la médecine : 1330 - 1340 - 1350 - 1360 - 1370 - 1380 - 1390 |

Cet article présente les faits marquants de l'année 1360 en santé et médecine.

## Événements
- Première mention de l'hôpital Sainte-Marie à Bourg, en Bresse, dans le comté de Savoie, établissement qui accueille aussi les femmes en couches, et qui est à l'origine de l'hôtel-Dieu[1].
- La confrérie Notre-Dame de la Major possède à Avignon un hôpital qu'elle voue à l'accueil des marchands, des pèlerins et des indigents italiens[2].
- Vers 1360 : avec le consentement de Philippe d'Arbois, évêque de Tournai[3], fondation de l'hospice des Tisserands à Gand en Flandre, sur le rempart du Kauter[4].
- 1360-1362 : la peste sévit en France, en Angleterre et en Europe[5].
- 1333-1360 : huit médecins ou chirurgiens sont attachés à la cour du roi de France Philippe VI de Valois : Gilbert Hamelin[6], Premier médecin du roi et précepteur du dauphin Charles[7], Guy de Vigevano, Thomas Ogier[8], Jean de Lyons[9], Robert et Gilles de Denneville[10], Étienne de Chaumont[6] et Jean de Besançon[9].

## Naissance
- Sigismond Albicus (mort en 1427), médecin, juriste et homme d’Église morave, professeur de médecine à Prague, docteur en droit à Padoue, médecin de Wenceslas IV, roi de Bohême, archevêque de Prague puis de Césarée, abbé de Wihrad, auteur d'une Praxis medica, d'un Regimen sanitatis et d'un Regimen pestilentiae imprimés en 1487[11].

## Décès
- 6 février : Muhammad al-Shafra (es) (né vers 1270-1280), chirurgien arabe, né en Espagne, probablement à Crevillente[12],[13].
- Gilbert Hamelin (né à une date inconnue), médecin de Charles le Bel, Premier médecin de Philippe VI et précepteur du dauphin Charles[9].